# Villa Jasmin
Villa Jasmin ist ein 2005 erschienener autobiographischer Roman und das Schriftstellerdebüt von Serge Moati. Er dient als Vorlage für den Fernsehfilm Villa Jasmin von Férid Boughedir.

## Handlung
Der Roman beschreibt den Lebensweg der Eltern Serge Moatis, Odette und Serge Moati, zweier franco-tunesischer Juden von 1903 bis 1957. Die Geschichte lässt das jüdisch-sephardische Tunis der Zwischenkriegszeit wiederauferstehen. Eine besondere Bedeutung hat dabei die Lebensgeschichte des Vaters, der während der Nazibesatzung in Tunis in der Resistance aktiv war. 
Der Roman ist zeitgeschichtlich von Bedeutung, da er die wenig bekannte Zeit der deutschen Besatzung in Tunis darstellt. Zudem charakterisiert er die Unterschiede zwischen sephardischen, ursprünglich aus Livorno eingewanderten Juden und den alteingessenen über 2000 Jahre alten jüdischen Gemeinden.

## Film
Die Filmversion von Férid Boughedir aus dem Jahre 2008 ist eine relativ freie Adaption der Romanvorlage.

## Bibliographische Angaben
Serge Moati: Villa Jasmin, Paris 2005, ISBN 978-2253108511 (Taschenbuchversion)